# 臺灣廢除死刑推動聯盟
臺灣廢除死刑推動聯盟（英語：Taiwan Alliance to End the Death Penalty，TAEDP），簡稱廢死聯盟、廢死盟，於2003年成立，由包括國際特赦組織台灣分會、民間司法改革基金會（民間司改會）、台灣人權促進會（台權會）、台北律師公會、輔仁大學和平研究中心、台灣基督長老教會、東吳大學張佛泉人權研究中心等團體所組織，主張廢除死刑的任務型聯盟。組織形態為社團法人，並由台灣人權促進會、民間司法改革基金會從旁協助推行廢除死刑。

## 歷史和源起
廢死聯盟推動廢除死刑的主要原因之一，來自對幾個死刑犯個案的援助，包括盧正、徐自強等可能為冤獄的案件。2003年5月，因應死刑犯徐自強可能被處決，台權會、台北律師公會及民間司改會等團體要求中華民國法務部暫緩執行死刑，並於同年9月以「停止死刑執行推動聯盟」的名義成立。2003年10月改名為「替代死刑推動聯盟」。2006年正式改名為「廢除死刑推動聯盟」。

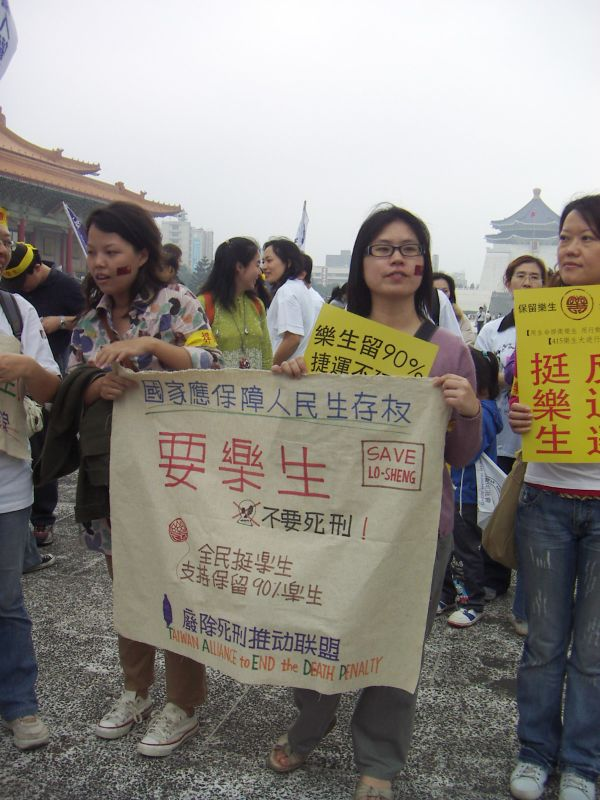
廢死聯盟在415保留樂生大遊行

### 2010年
廢死聯盟及其執行長林欣怡自稱遭受不明人士恐嚇，考慮向警方報案。
為救死刑犯王國華，在王國華明確表示不同意聯盟代為聲請釋憲，卻仍擅代聲請釋憲，引發疑涉偽造文書爭議。

### 2011年
日本律師安田好弘接受廢死聯盟邀請演講《凝視柔弱悲哀的人性深淵：論如何恪盡律師的天職》，以光市母女殺害事件為例替廢死作發言：「我的當事人(福田孝行)在夕夏小妹妹的脖子上打的是個蝴蝶結，而且還有點鬆，可見得他並沒有置夕夏小妹妹於死地的意圖。」刻意扭曲事實是福田孝行使用蝴蝶結勒死被害者，而將其殺人手法予以美化，並且絕口不提事後被發現福田孝行寄出給友人的信件裡，寫出「「一隻公狗某一天在路上遇到一隻可愛的母狗，就這樣騎上去……這樣是罪嗎！？」、「這世界終究是由惡人獲勝的～七、八年之後，等我出獄時，你們要舉辦盛大的party歡迎我啊～」這樣毫無悔意的內容。
同年，法務部下令批准一次槍決五位死刑犯，引起廢死聯盟抗議，除了獻上5盞燭光表達不滿，並以江國慶冤獄案為自身理念背書。
同年以安德斯·貝林·布雷維克為例，盛讚即使挪威在大規模屠殺的情況下依舊沒有死刑，強烈主張必須絕對的人道考量，無論任何情勢，並認為全面使用終生監禁也不可行。

### 2012年
曾文欽隨機殺人事件，不少抗議的輿論聲浪直指廢死聯盟。林欣怡表示得知此事件後，會更加強推動廢死，因為死刑無法逆轉憾事，同時再度拿安田好弘、江國慶解釋，執行死刑仍未解決根本問題。認為責任在於大眾，要大眾改善社會問題、降低犯罪發生。同月，在法務部槍決六名死刑犯後，廢死聯盟不排除告曾勇夫非法殺人，宣稱政府鼓動仇外情緒，認為台灣在向極權國家看齊。

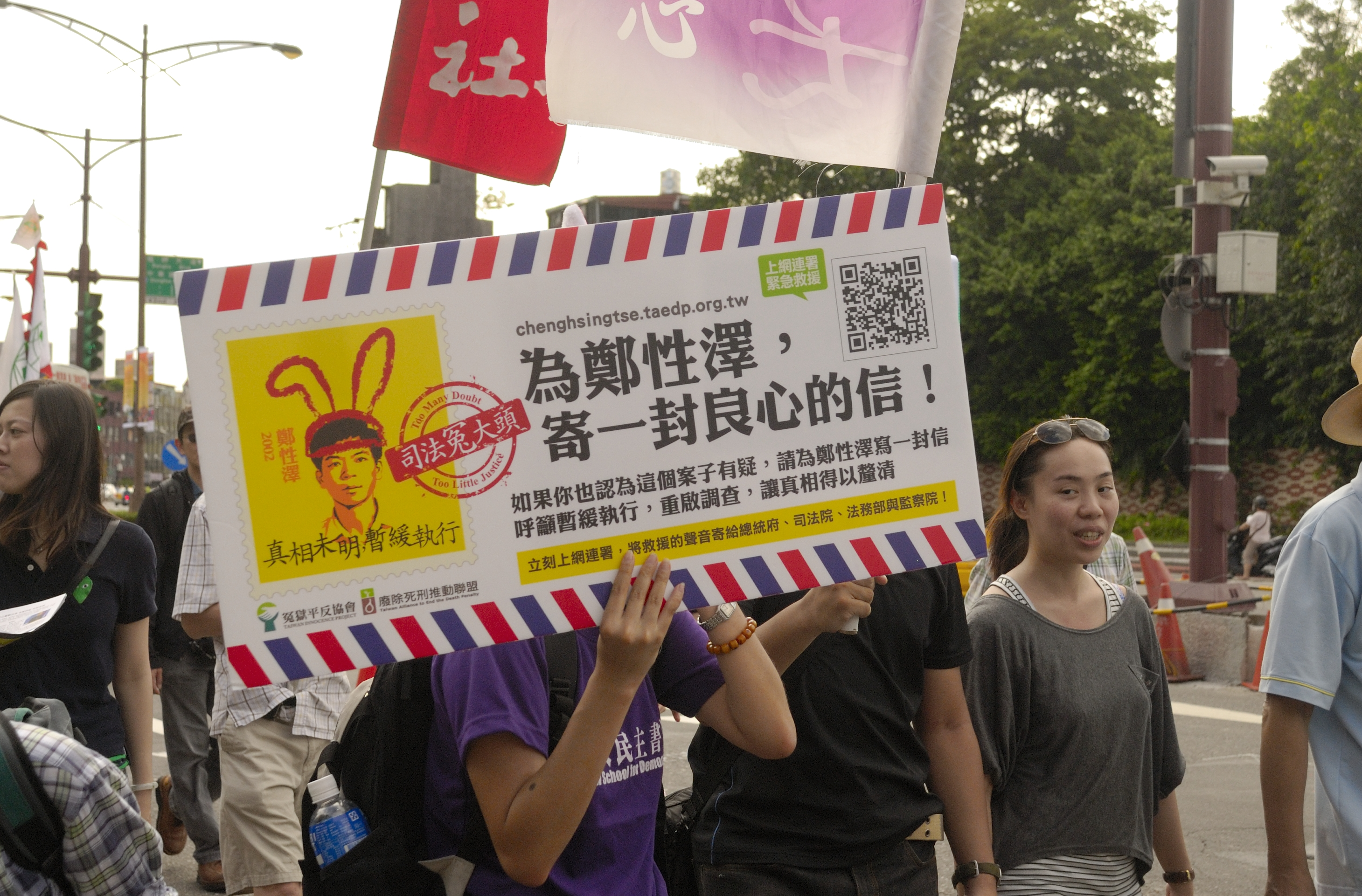
廢死聯盟在反媒體壟斷大遊行

### 2013年
4月19日，法務部槍決六名死刑犯，廢死聯盟要求部長曾勇夫下台與業務過失殺人負刑事責任，宣稱要依法追究相關公務人員之刑事責任。
6月，性侵累犯林國政姦殺女童在最高審未判死，引起輿論譁然，廢死聯盟法務主任苗博雅表示法官是依法判決、適用兩公約，應給予肯定。
7月，召集人瞿海源主張廢死不可以訴諸民意。
10月，聯盟成員顧立雄替在八年內先後殺害一對國小姊妹和一名檳榔西施的陳昆明辯護成功，最高法院以國際人權公約和聯合國決議撤銷死刑宣判，發回高院更審。受害者家屬怒批：「受害者人權在哪？反問這些廢死聯盟的成員，如果事件發生在他們身上，能承受嗎？」

### 2014年
4月3日，廢死聯盟聲援太陽花學運。
4月29日，法務部槍決五名死刑犯，廢死聯盟批評「執行死刑轉移焦點」，並針對杜氏兄弟案進行申冤。
5月21日，台北捷運發生隨機殺人事件，凶嫌鄭捷自白「不想活但是不敢自殺」、「計畫捷運隨機殺人，想多殺幾個就一定會被判死刑」，引起譁然。被害人之一的潘碧珠的兒子質疑，如果廢死聯盟的家屬發生事情，廢死聯盟的人會做何感想？「我就不相信你們還願意原諒加害者」。廢死聯盟回應，這個時候最重要的是思考如何走出傷痛。

### 2019年
3月18日，廢死聯盟與其他學者、公民運動者共同組成台灣公民陣線。

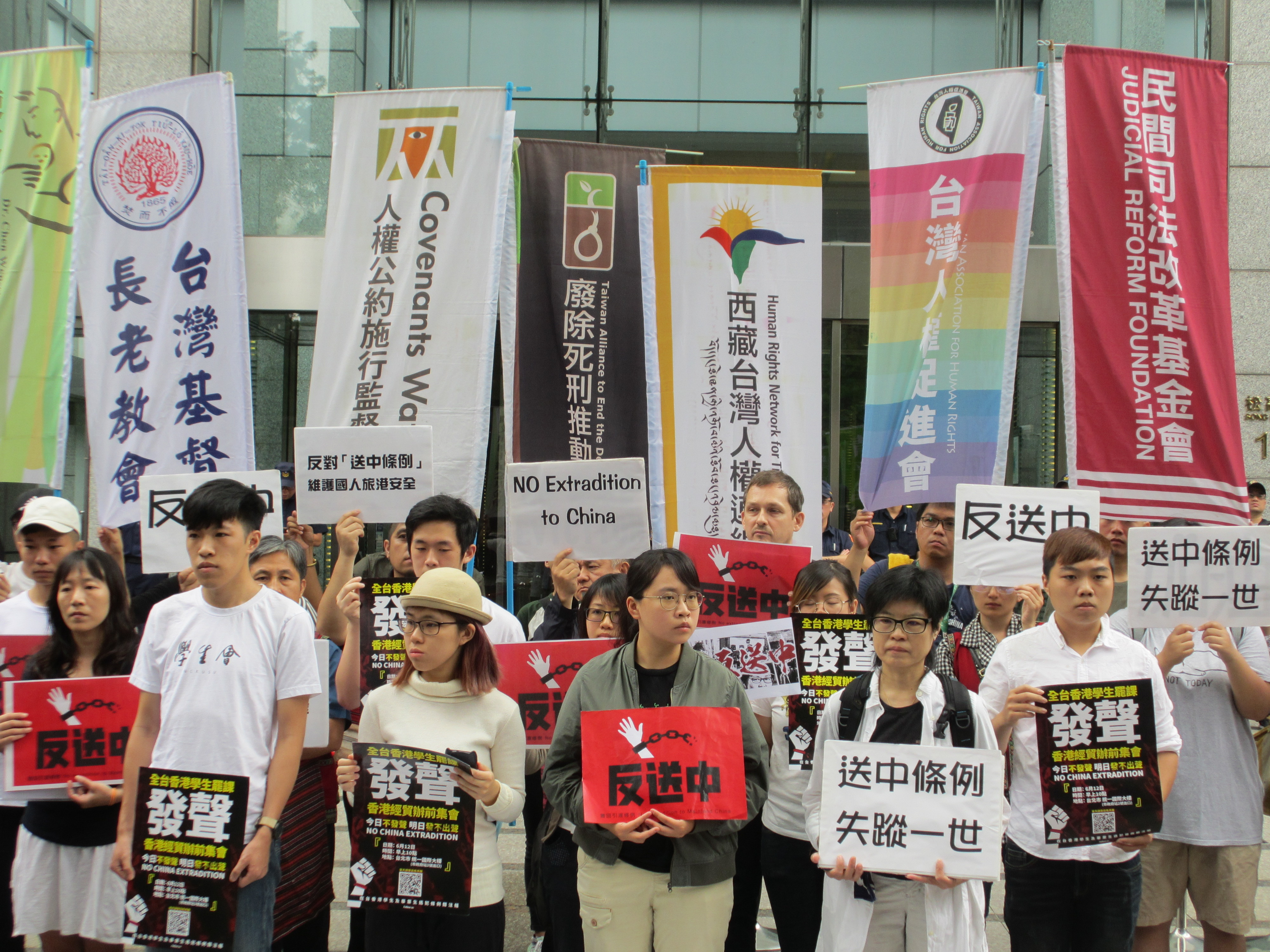
廢死聯盟反送中

### 2020年
4月1日，廢死聯盟不滿法務部突然處決死刑犯翁仁賢，宣布退出法務部逐步廢除死刑研究推動小組，抨擊法務部「一方面認為法律有問題需要修改，一方面卻又依據有問題的法律持續執行死刑」。
4月2日，作為對翁仁賢執行死刑的回應，聯盟執行長林欣怡回應說「不殺他對台灣會有什麼危害？」
法務部在修改《審核死刑案件執行實施要點》後，規定只要死刑案聲請釋憲、聲請再審、提起非常上訴，就暫不執行。因聲請非無限制，便能讓聯盟提以相同的例稿反覆聲請。

### 2024年
2024年，王信福等37位死刑犯聯合聲請憲法法庭執行法規範憲法審查，探討臺灣死刑制度違憲與否。憲法法庭將所有聲請釋憲案併案審理，頒布《113年憲判字第8號判決》。在判決書的主文中，大法官裁定，以故意殺人而言，如果在個案犯罪情節屬最嚴重，且其刑事程序符合憲法最嚴密之正當法律程序要求之情形的前提下，若法院對被告科處死刑，與《中華民國憲法》保障人民生命權之本旨無違。判決公布後，廢死聯盟於9月20日發表聲明，痛批憲法法庭並未積極捍衛人權。

## 基本資料
總部設於台北市，現任理事長張娟芬、副理事長 高烊輝、常務理事翁麗淑、執行長林欣怡、副執行長施逸翔、法務主任林慈偉。
其他成員有黃嵩立等人.

## 工作
廢死聯盟的主要工作包括：
1. 要求執行和訂立法律的同時，將國際人權的價值納入參考。
2. 重視市民社會的討論和教育工作。希望同時由下而上的方式推動其組織理念。
3. 主張廢除死刑，代以終生監禁或精神治療[25]。

## 爭議與批判
台灣部分輿論指稱廢死聯盟是偽善團體，認為廢死是慷他人之慨的行為，不尊重受害者及其親屬。反對廢死聯盟的民眾認為，該組織並未積極幫助冤案的受害者，反而聲援那些真正罪證確鑿的死囚，並要求受害人家屬原諒死囚，造成受害人家屬二次傷害，與維護公平正義的意旨有違
另外，在台灣，由於廢死聯盟的網站早年關於受害人的內容常提到「寬恕、原諒」以及前法務部長王清峰的「理性與寬恕」一文等等各種原因，廢除死刑已在民眾心目中形成「廢死是原諒死刑犯」的強烈印象，姑且不論這種印象是否是錯的，在這種印象存在的狀況下，一些廢除死刑人士的實際表現和這種印象不合的狀況，像例如多言從事受害者保護研究的法學者盧映潔在上電視節目時上出現疑似指責受害者，事後又試圖控告批判自己的人的行為，以及廢死聯盟執行長林欣怡在面對「如果你家人會被殺你還會不會繼續主張廢除死刑」這類問題時，總是答非所問也不正面回應問題，給人一種廢死人士偽善或者做不到自己訴求的印象。
在面對受害者家屬方面，盡管廢死聯盟聲稱自己並未忽略受害者，並聲稱自己會接觸並了解謀殺受害者，但採取被動的方式，而廢死聯盟網站也一直都有和受害者相關的內容以及相關連結，其網站上也有和受害者家屬相關的問答，並試圖表現同理的態度，同時也有謀殺受害者贊同廢除死刑、投身廢除死刑運動，甚至也有人在向廢死聯盟的投書中提及和受害者家屬實際接觸的狀況；然而由於前述的批判政府執行死刑、廢除死刑給人的「要求原諒兇手的印象」，以及確實有相當數量的受害者家屬期待見到殺人兇手被執行死刑（如美國有研究指出死刑確實對部分受害者有撫慰功效，相當數量的受害者認為執行死刑是「正義得到伸張」），且確實曾有受害者家屬指稱自己因為廢死團體的行為而感覺自己受到欺侮，也曾有主張廢除死刑的大學生與虐童致死案受害者家屬互嗆的事情，以及民眾普遍認同在面對殺人時處決兇手是公理正義得到伸張等多種原因，因此包括命案受害者家屬在內的很多人認為廢死聯盟的言行，對受害者沒有展現出應有的同理心，使被害者家屬再次受傷，很多人也認為廢死團體對受害者所說的內容都只是風涼話，忽略了受害者對應報正義實現的需求，廢死對受害者保護的敘述也無法讓人滿意，而廢死必然和人權出現關聯這點，更讓人覺得廢死人士在關注罪犯人權的同時，卻忽略一般人認為至少一樣重要甚至可能更重要的犯罪受害者人權。姑且不論廢死團體忽略甚至欺壓受害者這點是否是事實，這種印象和消息，以及部分謀殺案件受害者家屬的確有「被廢死團體欺負」的主觀感受的事實，都大幅加深了廢死人士「偽善」、「冷血無情」的印象。
除了人們眼中廢死團體面對受害者的態度外，由於廢死聯盟的目標和諸如嘗試拖延死刑執行、甚至不惜因此做出疑似偽造文書的行為，以及每當政府執行死刑後，廢死聯盟都會出聲責罵政府，遭致批評便向國外類似組織尋求聲援，使其譴責死刑執行的行為等實際作為，以及廢除死刑者經常不能令人信服的言論，因此廢死團體的實際作為受到大量的批判，甚至一些人認為主張廢除死刑的人是殺人犯的幫兇。綜合以上，臺灣社會對於廢死聯盟普遍反感，而這也使得民眾在該組織屢遭恐嚇的狀況下，大多拒絕展現出同情心，反而為廢死聯盟是罪有應得。

### 引用
1. ↑  .   [2015-06-16]. （原始内容存档于2021-04-10）.
2. ↑  .   [2015-06-16]. （原始内容存档于2021-04-10）.
3. ↑  遭嗆強暴 廢死聯盟偷搬家 （页面存档备份，存于） 2010-06-10 蘋果日報 (台灣)
4. 1 2  陳志賢. . 中國時報. 2022-08-27  [2022-08-27]. （原始内容存档于2022-08-26）.
5. ↑  . 公視新聞網.   [2012-04-20]. （原始内容存档于2016-10-12）.
6. ↑  .   [2012-11-30]. （原始内容存档于2011-12-07）.
7. ↑  
.   [2013-04-19]. （原始内容存档于2019-05-17）.
8. ↑  
.   [2013-04-20]. （原始内容存档于2013-10-21）.
9. ↑  .   [2012-12-03]. （原始内容存档于2020-04-14）.
10. ↑  .   [2012-12-04]. （原始内容存档于2013-10-21）.
11. ↑  .   [2012-12-25]. （原始内容存档于2013-02-03）.
12. ↑  .   [2013-04-28]. （原始内容存档于2019-05-17）.
13. ↑  .   [2013-04-19]. （原始内容存档于2019-05-17）.
14. ↑  .   [2013-08-20]. （原始内容存档于2020-09-30）.
15. ↑  .   [2013-07-14]. （原始内容存档于2019-05-17）.
16. ↑  .   [2022-07-16]. （原始内容存档于2019-05-18）.
17. ↑  .   [2014-05-21]. （原始内容存档于2020-11-26）.
18. ↑  槍決5死刑犯　廢死聯盟：羅瑩雪，殺人感覺好嗎 （页面存档备份，存于） ETtoday
19. ↑  恐怖自白 「不想活不敢自殺」 多殺幾個才會判死 的存檔，存档日期2014-05-22.
20. ↑  .   [2014-05-22]. （原始内容存档于2019-05-17）.
21. ↑  【捷運殺人】廢死聯盟：全台應思考如何走出傷痛[]
22. ↑  王怡蓁. . 上報. 2019-03-18  [2019-09-04]. （原始内容存档于2019-03-19）.
23. ↑  政治中心. . 呷新聞. 2020-04-03  [2020-04-04] （中文（臺灣））.[]
24. ↑  蘇偉樺. . 華視. 2021-04-02  [2021-12-05]. （原始内容存档于2021-12-05）.
25. ↑  .   [2011-03-24]. （原始内容存档于2012-12-05）.
26. ↑  葉文忠. . ETtoday新聞雲. 2012-12-24. （原始内容存档于2021-03-13） （中文（臺灣））.
27. ↑  徐宗懋. . 中國時報. 2014-11-10. （原始内容存档于2021-08-13） （中文（臺灣））.
28. ↑  廖念漢. . 風傳媒. 2019-03-02. （原始内容存档于2019-03-02） （中文（臺灣））.
29. ↑  曹長青. . 風傳媒. 2016-04-07. （原始内容存档于2019-11-12） （中文（臺灣））.
30. ↑  林綺薇. . 風傳媒. 2020-03-16. （原始内容存档于2020-04-10） （中文（臺灣））.
31. ↑  楊宗澧. . 新新聞電子報 (1346期). （原始内容存档于2022-01-19）.
32. ↑  . NOW News今日新聞. 2010-05-16  [2011-02-15]. 原始内容存档于2010-05-18.
33. ↑  黃馨嬅. . 自由時報. 2020-04-03  [2020-11-02]. （原始内容存档于2020-11-08）.
34. ↑  黄耀毅. . 美國之音中文網. 美國之音. （原始内容存档于2021-08-13）.
35. ↑  台灣廢除死刑推動聯盟(2008年10月25日頁庫存檔)
36. ↑  台灣廢除死刑推動聯盟. . 台灣廢除死刑推動聯盟.   [2020-10-21]. （原始内容存档于2020-10-24）.
37. ↑  看見被害人～(2009年7月3日頁庫存檔)
38. ↑  陳怡靜、謝文華、項程鎮. . 自由時報. 2010-03-28. （原始内容存档于2020-11-07）.
39. ↑  Corey Burton; Richard Tewksbury.  (PDF). Journal of Qualitative Criminal Justice and Criminology. 2013-04, 1 (1): 53–77  [2020-11-01]. （原始内容 (PDF)存档于2020-09-19）.
40. ↑  郭良傑. . 中國時報. 2012-05-13  [2020-10-02]. （原始内容存档于2021-03-17） （中文（臺灣））.
41. ↑  三立新聞網社會中心. . 三立新聞網. 2014-04-29. （原始内容存档于2022-01-29）.
42. ↑  橘子. . U值媒 (聯合線上公司). 2020-04-10. （原始内容存档于2020-09-07）.
43. ↑  . 中央社. 2017-04-13  [2020-11-28]. （原始内容存档于2017-04-18） –三立新聞網.
44. ↑  羅立邦. . 風傳媒. 2020-11-02. （原始内容存档于2021-05-01）.
45. ↑  .   [2020-09-09]. （原始内容存档于2018-01-26）.
46. ↑  施品瑜. . 中時新聞網. 2016-03-29. （原始内容存档于2021-04-28）.
47. ↑  嚴立婷. . 中時新聞網. 2016-03-28. （原始内容存档于2021-04-30）.

### 來源
- 林欣怡,《蹣跚步履的五年，堅定未來的十年》,2008 （页面存档备份，存于）
- 李仰桓,《台灣廢除死刑運動的發展概況》,2005, 司法改革期刊

## 外部連結
- 台灣廢除死刑推動聯盟 （页面存档备份，存于）（中文）
- 台灣廢除死刑推動聯盟 TAEDP的Facebook專頁
- 台灣廢除死刑推動聯盟的Instagram帳戶
- YouTube上的TAEDP頻道